# Frank Warner
Pour les articles homonymes, voir Warner.
Frank Edward Warner est un monteur son américain né le 27 mars 1926 à Los Angeles (Californie) et mort le 31 août 2011 à Sedona (Arizona).

## Biographie
Avant de devenir monteur son, il a servi dans le corps américain des Marines, notamment en Chine. Professionnellement, il a commencé à travailler à la radio avant de s'orienter vers la télévision puis le cinéma, dans une soixantaine de films. Ses prestations les plus remarquées ont été celles dans Spartacus, Taxi Driver, les Rocky, Raging Bull et Rencontres du troisième type où il obtint un Oscar.

## Filmographie (sélection)
- 1960 : Spartacus de Stanley Kubrick
- 1968 : Duel dans le Pacifique (Hell in the Pacific) de John Boorman
- 1970 : Little Big Man d'Arthur Penn
- 1971 : Harold et Maude (Harold and Maude) d'Hal Ashby
- 1972 : Avanti! de Billy Wilder
- 1973 : Jonathan Livingston le goéland (Jonathan Livingston Seagull) d'Hall Bartlett
- 1975 : Le Solitaire de Fort Humboldt (Breakheart Pass) de Tom Gries
- 1975 : Shampoo d'Hal Ashby
- 1976 : En route pour la gloire (Bound for Glory) d'Hal Ashby
- 1976 : Un cadavre au dessert (Murder by Death) de Robert Moore
- 1976 : Taxi Driver de Martin Scorsese
- 1977 : Rencontres du troisième type (Close Encounters of the Third Kind) de Steven Spielberg
- 1978 : Le Retour (Coming Home) d'Hal Ashby
- 1979 : Bienvenue, mister Chance (Being There) d'Hal Ashby
- 1979 : Rocky 2 : La Revanche (Rocky II) de Sylvester Stallone
- 1980 : Raging Bull de Martin Scorsese
- 1982 : La Valse des pantins (The King of Comedy) de Martin Scorsese
- 1982 : Rocky 3 : L'Œil du tigre (Rocky III) de Sylvester Stallone
- 1985 : Rocky 4 (Rocky IV) de Sylvester Stallone

## Distinctions

### Récompenses
- Oscars 1978 : Oscar pour une contribution spéciale pour Rencontres du troisième type

### Nominations
- BAFTA 1979 : BAFA du meilleur son pour Rencontres du troisième type